# محمود حماد

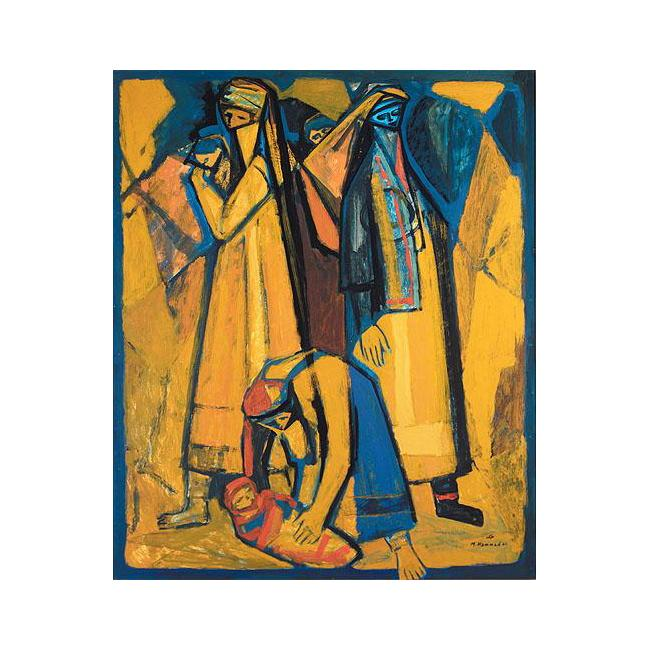
1961

محمود بن أمين حماد فنان تشكيلي سوري - (1923 - 1988م)، فنان متعدد المواهب. كان مصوراً وحفاراً ومصمم ميداليات ونصب معمارية. ولد في دمشق وتوفي فيها، ظهرت موهبته الفنية منذ حداثته؛ درس المرحلة الابتدائية في المدرسة الإيطالية بدمشق، والمرحلة الثانوية في مدرسة التجهيز الأولى (ثانوية جودة الهاشمي)، وكان يلقى تشجيعاً من المشرفين على تدريس الفن في كل مرحلة من المرحلتين، فتميز بين التلاميذ بإجادة الرسم والتلوين، كما تفوّق في المقررات العلمية والأدبية وأتقن الإيطالية والفرنسية إلى جانب العربية.

## حياته
سافر محمود حماد إلى إيطاليا في سن السادسة عشرة، بغية الاطلاع على الفن ودراسته، وسرعان ما اضطرته ظروف الحرب العالمية الثانية للعودة إلى سوريا، فقام في أواخر سنة 1939 بعرض مجموعة لوحاته في إحدى قاعات معهد الحقوق بدمشق (بناء وزارة السياحة حالياً). وفي تلك الحقبة التقى الفنان نصير شورى، وتوطدت بينهما صداقة استمرت حتى أواخر عمريهما؛ فاشتركا في عام 1940 بتأسيس مرسم «فيرونيزه» Véronese في إحدى حارات شارع العابد بدمشق مع عدد من رواد الفن التشكيلي في سوريا.
كما شارك كل من حماد وشورى نحو 1948 بتأسيس «الجمعية السورية للفنون» في شارع أبي رمانة. وكان نصير شورى قد اقتنى في ذلك الوقت مرسماً في حي الروضة، فأقام محمود حماد فيه، وصار يتردد على المكان الناشئة من الفنانين للتعلم والاستزادة. وقد أقام الفنانان معاً معارض عدة مشتركة كان أحدها في «نادي السعد» في حلب سنة 1951، المدينة التي كان حماد يُدرِّس الفن في ثانوياتها. ومن لوحات حماد التي لفتت النظر في ذاك المعرض لوحتا «قارئة الفنجان» و«أمير البزق».
شارك حمّاد في معرض الخريف الأول الذي أقيم في متحف دمشق سنة 1950، ونال الجائزة الأولى على لوحة «معلولا»، وشارك في معارض الخريف المتوالية. وفي عام 1953 أقام معرضاً فردياً في مقر الجمعية السورية للفنون. وفي العام نفسه أُوفد إلى رومة لدراسة فن التصوير الزيتي في أكاديمية الفنون الجميلة، فدرس فن التصوير الجداري وفن الحفر وفن الميدالية. وشارك إبان إقامته في إيطاليا في عدد من المعارض، حصد مجموعة من الميداليات والجوائز. وفي روما، توطدت علاقته بالفنان أدهم إسماعيل، وقاما معاً برحلة إلى إسبانيا للاطلاع على الفن العربي الأندلسي، وقد كتب أدهم عن تلك الرحلة في مذكراته. وتزوج محمود حماد الفنانة التشكيلية اللبنانية درية فاخوري.
عاد محمود حمّاد من روما سنة 1957 بعد أن أنهى دراسته فيها، وعين مدرساً للتربية الفنية في مدينة درعا، وبقي فيها سنتين أنتج إبانهما مجموعة من الأعمال الفنية تطرق فيها إلى الموضوعات الاجتماعية المستوحاة من بيئة حوران. وبعد ذلك عاد إلى دمشق سنة 1960 ليشارك في تأسيس كلية الفنون الجميلة، وتأليف مناهجها. ثم تولى عمادتها من سنة 1970 حتى سنة 1980، فكان له نهجه المتميز في العمل، وأسلوبه في توجيه القائمين على التدريس انطلاقاً من ثقافته العامة الواسعة، ومعرفته الشمولية في مختلف حقول الفن التشكيلي. وكان يصوّب مسار التدريس مستقطباً مختلف الطروحات بسداد في الرأي، وحنكة في الإدارة، إضافة إلى أداء متميز في تدريس التصوير والحفر لا يزال يذكره طلابه الذين تخرجوا عليه.

## انجازاته
وكان من إنجازات محمود حماد المهمة، أثناء توليه عمادة الكلية، الشروع ببناء كلية الفنون الجميلة الحالي حسب مخطط كان له اليد الطولى في توجيه مستلزماته مع المعماريين الإيطاليين وإقرارها.
حصل محمود حماد في أثناء عمله في الكلية على منحة الأونسكو سنة 1963 مدة ثلاثة أشهر في كل من روما وباريس التقى في أثنائها عدداً من الفنانين الأوربيين المعاصرين، كما أقام معرضاً لأعماله في مركز التوثيق الدولي في باريس.
وقد شكّل محمود حماد في السبعينات «جماعة دمشق» مع كل من نصير شورى وإلياس الزيات كانت نواةً للفن التجريدي في سورية، وأقام الفنانون الثلاثة معرضاً مشتركاً للوحاتهم.

### مقومات أسلوبه الفني ومراحله
يتصف أسلوب محمود حماد بالرصانة في بناء العمل الفني والشاعرية اللونية، إذ استطاع، بموهبته الفذة وحسه اللوني المتميّز، إحكام وزن العناصر الشكلية واللونية بمهارة الصائغ وإبداع العازف. فقد عرف التقاليد الأكاديمية وأتقنها، وألمّ بأساليب الفن الحديث والمعاصر، ومن هنا جاءت فرادته في المحيطين السوري والعربي، وتميّزه في المعارض الفردية والجماعية التي شارك فيها.
وقد مرَّ إنتاج محمود حماد بمراحل أربع:
تمتد المرحلة الأولى بين عامي 1923 و1953، وقد غلب عليها الطابع الواقعي الانطباعي، وامتاز إنتاج هذه المرحلة بجودة المعالجة دون الاستسلام إلى حرفية الدلالات الواقعية للموضوع. وإذا ما كان الموضوع رمزياً رأينا في اللوحة نزوعاً سريالياً كما في لوحة «التاريخ» التي صوّر فيها وجهاً شيخاً إلى جانب صفحات كتاب قديم. ورأينا مثل ذلك في الرسوم التي كان يرسمها في تلك الآونة لمجلة «الشرطة».
وأما المرحلة الثانية فتمتد من سنة 1953 إلى سنة 1957 وهي مرحلة في إيطاليا وفيها يقول: «في روما تفتحت أمامنا السبل الأوسع للفن والثقافة، وأصبحت هذه المرحلة بالنسبة لي فترة دراسة أكثر مما هي مرحلة بحث عن أسلوب خاص، إنها محاولة لفهم أعمق لما يجري في عصرنا من تجارب فنية». وقد حقق في تلك المرحلة كثيراً من المناظر الإيطالية ودراسات في الجسم العاري والوجوه.
وأما المرحلة الثالثة فهي بين سنتي 1958 و1963، وهي المدة التي أمضاها في درعا وتعد مرحلة مهمة في تجربته الفنية لأنه بدأ يفتش فيها عن خصوصيته بعد دراسته الأكاديمية. وقد عالج المواضيع الإقليمية متأثراً بالجنوب السوري في درعا ومحيطها الاجتماعي والأثري؛ كما تفاعلت تجربته في هذه المرحلة بالأحداث السياسية وإقامة الوحدة بين الإقليمين السوري والمصري (1958)، فأنجز لوحـة «شباط 1958» التي صور فيها ولادة جديدة لشخص نتيجة الاندماج بين شخصين، ولوحات عن القضية الفلسطينية.
نذكر من أعمال تلك المرحلة «فتاة من حوران» (1959)، و«المصاب» (1958)، و«الجندي الجريح في ميسلون» (1961)، و«النزوح» (1961)، «شريعة الغاب». وقد غلبت على لوحات تلك المرحلة اللغة التشكيلية المتطورة، أي البناء الهندسي التحليلي والخطوط والألوان المسطحة.
وأما المرحلة الرابعة فهي بين سنتي 1964 و1988، وهي المرحلة التي استكمل محمود حماد فيها عناصر الأسلوب الذي التزم به في مطافه الأخير، ألا وهو الكتابة العربية وتحولاتها في اللوحة بحيث تشكل العنصر الأساس في البناء والتعبير إيقاعاً وأداءً وجرساً لونياً. ومع نعت هذه المرحلة بـ «التجريدية» فإنها تشكل انعطافاً مفاجئاً في نتاج محمود حماد، بل إنه دأب على التطلع إليها والإعداد لها منذ المرحلة «التشخيصية» التي سبقتها. وإذا كانت دلالة الكلمات المستخدمة في اللوحة الكتابية واضحة في البداية مثل «دمشق» أو «لا غالب إلا الله» فإن ذاك الوضوح أخذ يتنحّى فاسحاً في المجال إلى تركيب تشكيلي مبني بإحكام معماري راسخ، وموسيقي في منحاه المتحول، ولكن معناه يبقى مقروءاً بشيء من العناء؛ فالغاية كانت عمل لوحة معاصرة مفتاحها الحرف العربي الذي وجد حماد فيه عنصراً مطواعاً لتأليفاته المعبرة عن واقع جديد هو واقع اللوحة نفسها، وتكاثف لحظات الإبداع فيها.
وقد تزامن فن الحفر عند حماد مع فن التصوير، فأنتج فيه إنتاجاً معبراً عن كل مراحل فنه التي ذكرناها. وقد أتاحت معرفة الفنان بتقنيات الحفر الملوّن إمكانية تصميم الطوابع، وله في ذلك مجموعات كثيرة من الطوابع التذكارية السورية التي تم إصدارها في مناسبات عدة.
ترك محمود حماد مجموعة من الميداليات عالج فيها موضوعات قومية واجتماعية، وقد كلّف في هذا المجال من المجلس النيابي في الجمهورية العربية السورية بتصميم وسام بطل الجمهورية الذهبي، وهو النسخة الوحيدة التي صيغت وأهديت إلى الرئيس الراحل حافظ الأسد سنة 1974.
وعالج محمود حماد التصميم النصبي. ومثال ذلك النصب الرمزي في مقبرة الشهداء في نجها، ونصب آخر في معرض دمشق الدولي وكذلك نصب الجندي المجهول في قاسيون.

## جوائز
نال محمود حماد الجائزة الأولى في معرض «أنتراغرافيك» في ألمانية سنة 1976، والجائزة الأولى في مسابقة المجلس الأعلى للفنون والآداب في سورية سنة 1977. كما نال وسام الجمهورية الإيطالية بدرجة «فارس» Commendatore [الإيطالية] سنة 1975، وبعد وفاته منحته الدولة وسام الاستحقاق السوري من الدرجة الأولى سنة 1989. وكان قد عمل خبيراً في قسم التربية والفنون في الموسوعة العربية السورية منذ نشأتها عام 1981 حتى وفاته.